# Valie Export

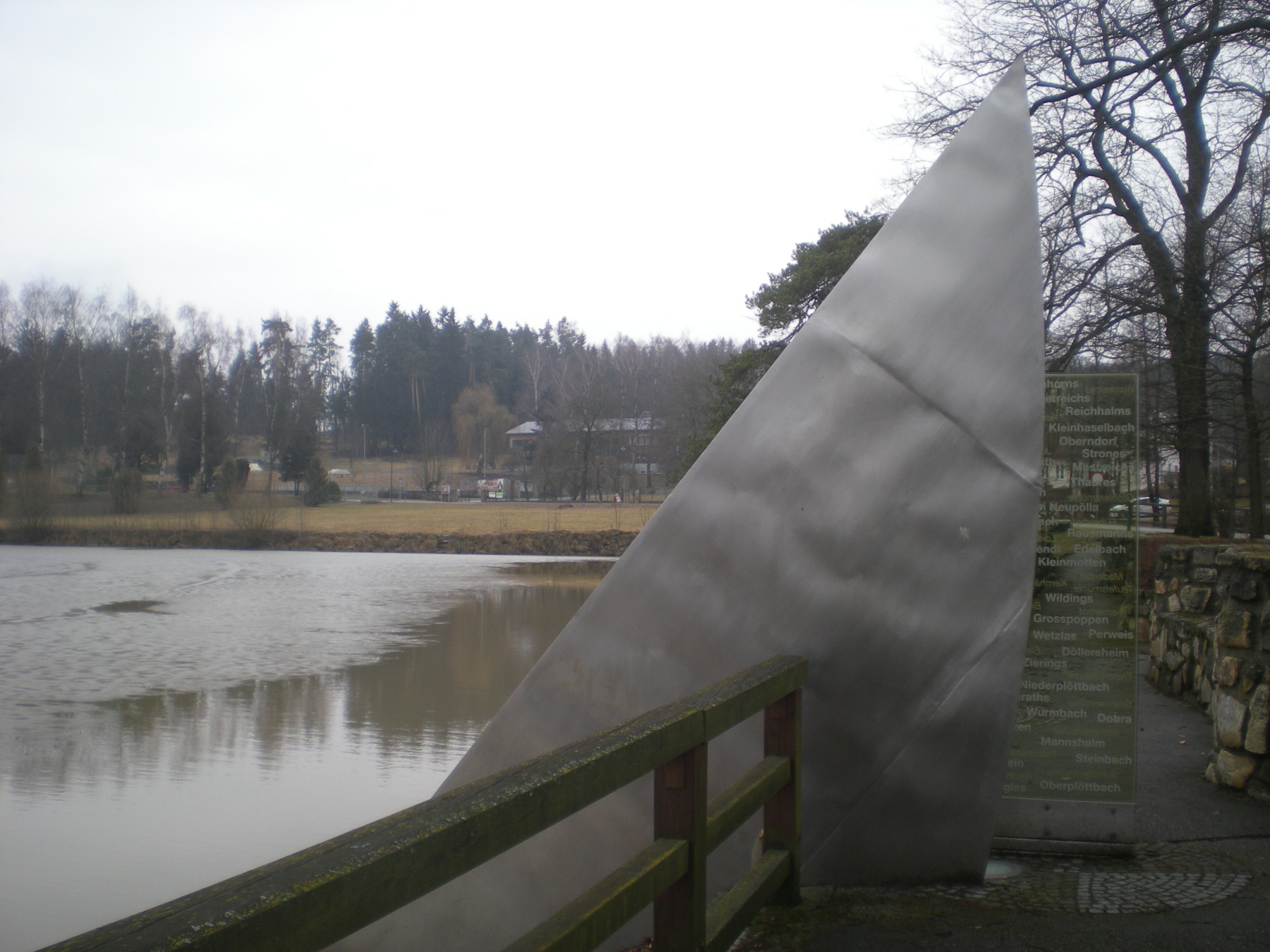
Skulpturen Landschaftsmesser av Valie Export i Allentsteig, Österrike

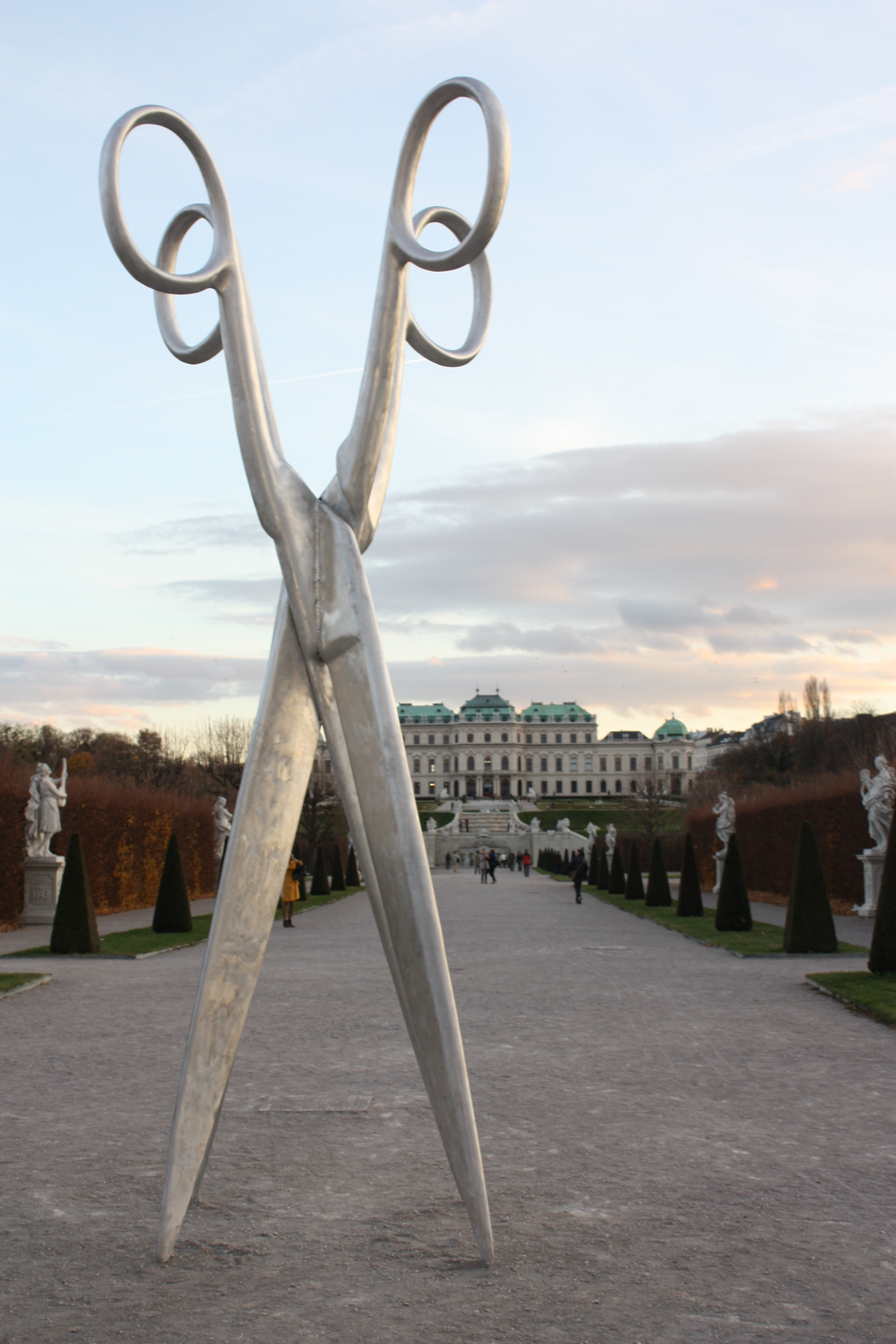
Installation Die Doppelgängerin, 2010, i Slottsparken Belvedere, Wien

Valie Export, ofta skrivet VALIE EXPORT, född Waltraud Lehner 17 maj 1940 i Linz, senare gift Waltraud Höllinger, numera Waltraud Stockinger, är en österrikisk konstnär och filmskapare, vars verk omfattar videokonst, film, datoranimation, fotografi, performance, body art, skulptur och publikationer, och betraktas internationellt som en av de främsta pionjärerna inom koncept-, medie-, performance- och filmkonst.

## Biografi
Waltraud Lehner föddes i Linz, växte upp med två syskon som dotter till en krigsänka och gick i klosterskola i sin hemstad. Hon gifte sig 1958 och fick en dotter. Efter att ha separerat från sin man 1960 flyttade hon till Wien och studerade vid Höhere Bundes-Lehr- und Versuchsanstalt für Textilindustrie. Efter examen i skolan började hon arbeta i filmbranschen, först som scripta, därefter som filmredigerare. Genom mötet med media såg hon hur inneboende maktförhållanden styrde hur kvinnors medvetande och kroppar representerades i media. En feministisk revolt mot detta har därefter präglat hennes arbete.
Hennes tidiga "guerrilla performances" har blivit klassiska i den feministiska konsthistorien. Tapp- und Tast-Kino framfördes i tio europeiska städer 1968-1971. I verket hade hon en "biograf" runt sin nakna överkropp. Kroppen kunde inte kunde ses, men beröras av personer som förde in händerna i ”biografen”. I stadsmiljöer gick hon runt i och erbjöd män, kvinnor och barn att beröra henne. Verket möttes av stor avsky i massmedia och startade en kampanj mot henne i Österrike. Verket vidareutvecklades 2016 av Milo Moiré.
I en performance 1968, Aktionshose:Genitalpanik besökte hon en biograf i München med byxor som var öppna i grenen så hennes kön var synligt. Senare, 1969, tog fotografen Peter Hassmann ett antal fotografier som blivit klassiska och Marina Abramović upprepade verket år 2005 genom att iscensätta fotomotivet.
I ett verk från 1970, "Body Sign Action", låter hon tatuera ett strumpeband på sitt lår.
Hennes banbrytande videoverk, Facing a Family (1971) var ett av de tidigaste exemplen på videokonst. Filmen visar en österrikisk familj som ser på TV medan de äter middag. Filmen visades på österrikisk TV och blev en spegelbild av många tittares hem.
Hennes kortfilm från 1973, "Remote, Remote," exemplifierar den smärtsamma samhällsstandarden för kvinnokroppen.
Några andra verk, inklusive "Invisible Adversaries, 1976", "Syntagma" och "Körper splitter", visar konstnärens kropp i samband med historiska byggnader, inte bara fysiskt utan också symboliskt. Kroppens anknytning till den historiska utvecklingen av könbundna rum och stereotypa roller är kännetecknande för hennes approach till konst.
Hennes film Film The Practice of Love presenterades 1985 på den 35:e internationella Film Festivalen I Berlin.
VALIE EXPORT var 1989-1992 professor vid University of Wisconsin–Milwaukee, School of Fine Arts, 1991-1995 professor i visuell kommunikation vid Hochschule der Künste i Berlin och 1991-1995 professor i multimedia och performance vid Kunsthochschule für Medien Köln.
Hon är gift med Robert Stockinger och bor i Wien.

## Filmer
- Splitscreen - Solipsismus (1968)
- INTERRUPTED LINE (1971)
- ...Remote…Remote... (1973)
- Mann & Frau & Animal (1973)
- Adjungierte Dislokationen (1973)
- Unsichtbare Gegner, 1976)
- Menschenfrauen (1977)
- Syntagma (1983)
- Die Praxis der Liebe, 1984)
- I turn over the pictures of my voice in my head (2008)